# Boliwia na Letnich Igrzyskach Olimpijskich 1988
Boliwię na Letnich Igrzyskach Olimpijskich 1988 reprezentowało 7 zawodników, 6 mężczyzn i 1 kobieta.

## Judo
Mężczyźni
- Ricardo Belmonte
  - 60 kg – 23. miejsce

## Kolarstwo
Mężczyźni
- Bailón Becerra
  - Sprint – odpadł w eliminacjach
  - 1000 m ze startu zatrzymanego – 29. miejsce
  - Wyścig na punkty – nie ukończył

## Lekkoatletyka
Mężczyźni
- Juan Camacho
  - Maraton – 69. miejsce

- Policarpio Calizaya
  - Bieg na 10000 m – odpadł w eliminacjach

## Pływanie
Kobiety
- Katerine Moreno
  - 50 m stylem dowolnym – 46. miejsce
  - 100 m stylem dowolnym – 54. miejsce
  - 100 m stylem grzbietowym – 38. miejsce
  - 100 m stylem klasycznym – 40. miejsce

## Podnoszenie ciężarów
Mężczyźni
- Hernán Cortez
  - od 82,5 do 90 kg – 23. miejsce

## Szermierka
Mężczyźni
- Pedro Bleyer
  - Szabla indywidualnie – 38. miejsce